# Vũ Thị Hương Sen
Vũ Thị Hương Sen (sinh 1986) là một nữ bác sĩ nhi khoa và chính khách Việt Nam. Bà từng là Đại biểu Quốc hội Việt Nam khóa 13, thuộc đoàn đại biểu Hải Dương.
Bà sinh ngày 10 tháng 2 năm 1986, quê quán tại xã Cẩm Vũ, huyện Cẩm Giàng, tỉnh Hải Dương, Việt Nam. Tốt nghiệp Bác sĩ đa khoa, bà công tác tại Bệnh viện Nhi Hải Dương. Bà được bầu làm Đại biểu Quốc hội Việt Nam khóa 13.